# Topo lanoso
Con il termine topo lanoso si riferisce ad una specie di topo da laboratorio geneticamente modificata nel 2025 da Colossal Biosciences come parte degli sforzi verso la de-estinzione del mammut lanoso. I topi presentano tratti ispirati al mammut che includono mantelli lanosi e altre modifiche genetiche volte alla tolleranza al freddo.

## Storia
Colossal Biosciences, un'azienda biotecnologica americana, ha avviato il progetto del topo lanoso come parte del suo più ampio programma di de-estinzione del mammut lanoso. L'azienda ha compiuto sforzi per ripristinare i mammut lanosi attraverso l'ingegneria genetica degli elefanti asiatici introducendo tratti simili a quelli dei mammut che avrebbero consentito alla specie risultante di sopravvivere in ambienti freddi.
L'azienda ha proposto che mandrie di elefanti geneticamente modificati con tratti simili a quelli dei mammut potrebbero aiutare a combattere il cambiamento climatico attraverso il loro impatto sugli ecosistemi artici. Secondo l'ipotesi dell'azienda, queste creature pascolerebbero in modi che promuovono lo sviluppo delle praterie nelle regioni della tundra e riducono lo scioglimento del permafrost, diminuendo così il rilascio di anidride carbonica dallo scioglimento del permafrost.
La ricerca è stata annunciata nel marzo 2025, con l'azienda che ha dichiarato la propria intenzione di produrre il primo cucciolo di elefante geneticamente modificato con caratteristiche di mammut entro la fine del 2028.

## Sviluppo
Il team di ricerca ha impiegato tecniche di editing del genoma per sviluppare il topo lanoso, tra cui la modifica genetica diretta dell'uovo di topo fecondato e la modifica delle cellule staminali embrionali di topo, che sono state poi iniettate negli embrioni di topo. Questo è stato seguito dall'impianto di embrioni modificati in topi surrogati.
Gli scienziati hanno preso di mira nove geni specifici associati alle caratteristiche del pelo (colore, consistenza, lunghezza, modello e sviluppo del follicolo). Sette dei geni sono stati selezionati in base alle conoscenze precedenti sulla loro influenza sul mantello dei topi, con le modifiche progettate per produrre tratti che assomigliassero alle caratteristiche del mammut, come la pelliccia color oro. Ciò includeva FGF5 (fattore di crescita dei fibroblasti 5), che è coinvolto nel ciclo di crescita del pelo, e MC1R (recettore della melanocortina 1), coinvolto nella regolazione della produzione di melanina. Due dei geni presi di mira avevano controparti dirette del mammut che si ritiene contribuissero al mantello lanoso della specie. Inoltre, il team ha modificato un gene collegato al metabolismo dei lipidi nei topi che esisteva anche nei mammut, ipotizzando che la modifica potesse migliorare l'adattamento al freddo.
Mentre molti degli embrioni sperimentali non si sono sviluppati in cuccioli vitali, tutti gli individui nati con successo erano ancora vivi a marzo 2025, secondo la CSO Beth Shapiro del Colossal. I topi nati con successo presentavano mantelli lanosi con peli allungati di circa 5 centimetri di lunghezza, con una colorazione marrone dorato. L'efficienza dell'editing genetico variava tra gli esemplari, con molti individui che mostravano il 100% delle modifiche genetiche tentate. In particolare, i topi con il gene del metabolismo dei grassi modificato non mostravano differenze significative nella massa corporea media rispetto a quelli senza questa modifica. Al momento dell'annuncio, il team non aveva ancora condotto test comportamentali per valutare la tolleranza al freddo nei topi modificati, sebbene avessero espresso l'intenzione di farlo nei prossimi mesi.

## Reazioni
L'accoglienza scientifica del progetto è stata generalmente mista. Robin Lovell-Badge, capo dei campi di genetica dello sviluppo e biologia delle cellule staminali del Francis Crick Institute, ha riconosciuto i risultati tecnici coinvolti nelle procedure di modifica genetica, ma ha evidenziato diverse limitazioni. Ha affermato che la ricerca non ha chiarito i meccanismi attraverso i quali le modifiche genetiche hanno prodotto diversi tipi di peli o se i topi modificati hanno effettivamente mostrato una maggiore tolleranza al freddo, e non ha affrontato la complessità sostanzialmente maggiore coinvolta nella de-estinzione dei mammut. Lovell-Badge ha messo in dubbio se le risorse finanziarie destinate agli sforzi di de-estinzione potrebbero essere meglio utilizzate per prevenire l'estinzione di specie attualmente in pericolo.
La paleontologa dell'Università di Sheffield, la dott. ssa Tori Herridge, ha sottolineato che la progettazione di un elefante simile al mammut lanoso presenta sfide significativamente maggiori rispetto ai topi. Tra queste, elefanti con un numero molto più elevato di geni coinvolti nel fenotipo, con meccanismi genetici meno compresi, nonché potenziali complicazioni legate all'uso di un animale sperimentale non comune come surrogato.